# Ofra Haza
Ofra Haza, właśc. Bat-Szewa Ofra Chaza-Aszkenazi (hebr. ‏עפרה חזה‎; ur. 19 listopada 1957 w Tel Awiwie, zm. 23 lutego 2000 tamże) – izraelska piosenkarka, kompozytorka i aktorka, nominowana do Nagrody Grammy, powszechnie znana jako „Izraelska Madonna” oraz „Wschodnia Madonna”. Jej głos został sklasyfikowany jako mezzosopran.

## Życiorys
Urodziła się w rodzinie biednych żydowskich imigrantów z Jemenu. Była najmłodszą z dziewięciorga dzieci, miała dwóch braci i sześć sióstr.
W wieku 13 lat dołączyła do Teatru Szchunat Ha-Tikwa, gdzie poznała swojego późniejszego menedżera, kompozytora i autora tekstów Bezalela Aloni. Po odejściu z zespołu w 1979 rozpoczęła karierę solową. Rok później zadebiutowała albumem Al Ahavot Shelanu. Od początku w swojej twórczości łączyła orientalne, folkowe wpływy z nowoczesnym popem. W 1983 zajęła drugie miejsce z piosenką „Chai” w finale 28. Konkursu Piosenki Eurowizji w Monachium. Po konkursie nagrała swój eurowizyjny utwór jeszcze w trzech językach.
W 1984 zrealizowała album Yemenite Songs („Shirei Teiman”), w Europie wydany w 1985. Inspiracją utworów na albumie były dawne piosenki, śpiewane przez jej matkę, a w nagraniach XVII-wiecznych poezji Szaloma Szabazi zostały wykorzystane tradycyjne instrumenty. W 1988 wydała album zatytułowany Shaday (nagroda New Music Award dla najlepszego międzynarodowego albumu roku), z którego wylansowała przebój „Im Nin'alu”.
W 1992 zaśpiewała wraz z Andrew Eldritchem piosenkę „Temple of Love”, wydaną na singlu zespołu The Sisters of Mercy; singiel ten został wydany pierwotnie w 1983 i ponownie nagrany 9 lat później. W tym samym czasie jej album Kirya (1992) uzyskał nominację do Grammy.
Nagrała piosenkę „Elo Hi” do filmu Królowa Margot (fr. La Reine Margot) z Isabelle Adjani, skomponowaną przez Gorana Bregovicia (1994). W tym samym roku wraz z irlandzką piosenkarką Sinead O’Connor wystąpiła na ceremonii wręczenia Pokojowej Nagrody Nobla w Oslo. Wykonała wówczas specjalnie napisany na tę okazję utwór „Paint Box”. Śpiewała piosenkę „Deliver Us” (Uwolnij nas) w 17 językach, w znanym w Polsce filmie animowanym Książę Egiptu (Prince of Egypt, 1998), gdzie użyczyła swojego głosu Jokebed – matce Mojżesza (Val Kilmer), Aarona (Jeff Goldblum) i Miriam (Sandra Bullock) – oraz brała udział w nagrywaniu ścieżki dźwiękowej.
Współpracowała także z Paulą Abdul, Whitney Houston i Iggyʼm Popem. Ofra Haza angażowała się w akcje charytatywne, zabiegała również o pojednanie w konflikcie izraelsko-palestyńskim oraz normalizację stosunków między Żydami i Arabami. Do dziś pozostaje jedyną artystką, której płyty są sprzedawane we wszystkich krajach arabskich.
Odbyła dwuletnią służbę wojskową w 1979 15 lipca 1997 wyszła za przedsiębiorcę Dorona Aszkenaziego.
Zmarła w wieku 42 lat na zapalenie płuc. Wkrótce po jej śmierci dziennik „Ha-Arec” podał, że przyczyną śmierci Hazy był zespół nabytego niedoboru odporności (AIDS), co wywołało dyskusję na temat faktycznych okoliczności śmierci i kwestii uszanowania prywatności piosenkarki. Jedną z osób oskarżanych o spowodowanie jej śmierci był jej mąż, który zmarł rok później z powodu zawału serca, spowodowanego prawdopodobnie przedawkowaniem narkotyków. W raporcie komisji, badającej czy nie doszło do zaniedbań lekarzy w związku z hospitalizacją piosenkarki, stwierdzono, że gdyby Haza poddała się leczeniu wcześniej, można by zapobiec znacznemu pogorszeniu stanu zdrowia, a nawet jej śmierci.

## Dyskografia
- 1974 – Ahawa Riszona (+ Shchunat Ha’Tikva Workshop Theater)
- 1976 – Ve-Chutz Mizeh Hakol Beseder (+ Shchunat Ha’Tikva Theater)
- 1977 – Atik Noshan (+ Shchunat Ha’Tikva Workshop Theater)
- 1979 – Song Of Songs With Fun (Shir ha’Shirim be’Sha’ashu’im) (+ Shchunat Ha’Tikva Workshop Theater)
- 1980 – About Our Loves (Al Ahavot Shelanu)
- 1981 – Let’s Talk (Bo Nedaber)
- 1982 – Temptations (Pituim)
- 1982 – Songs For Children (Li’Yladim)
- 1983 – Chai (Lebendig)
- 1983 – Shirey Moledet A
- 1984 – A Place For Me (Bait Cham)
- 1984 – Yemenite Songs
- 1985 – Earth (Adama)
- 1986 – Shirey Moledet B
- 1986 – Broken Days (Yamim Nishbarim)
- 1987 – The Golden Album (Albom ha’Zahav)
- 1987 – Shirey Moledet C
- 1987 – Fifty Gates Of Wisdom
- 1987 – Yemenite Songs
- 1988 – Shaday
- 1989 – Desert Wind
- 1991 – LIVE @t Montreux Jazz Festival
- 1992 – Kirya
- 1994 – My Soul (Kol ha’Neshama)
- 1995 – Queen In Exile
- 1997 – Ofra Haza
- 2001 – Greatest Hits Vol. 1
- 2005 – Greatest Hits Vol. 2
- 2008 – Forever Ofra Haza – Her Greatest Songs Remixed
- 2008 – Ofra Haza live in Montreux Jazz Festival

## Galeria

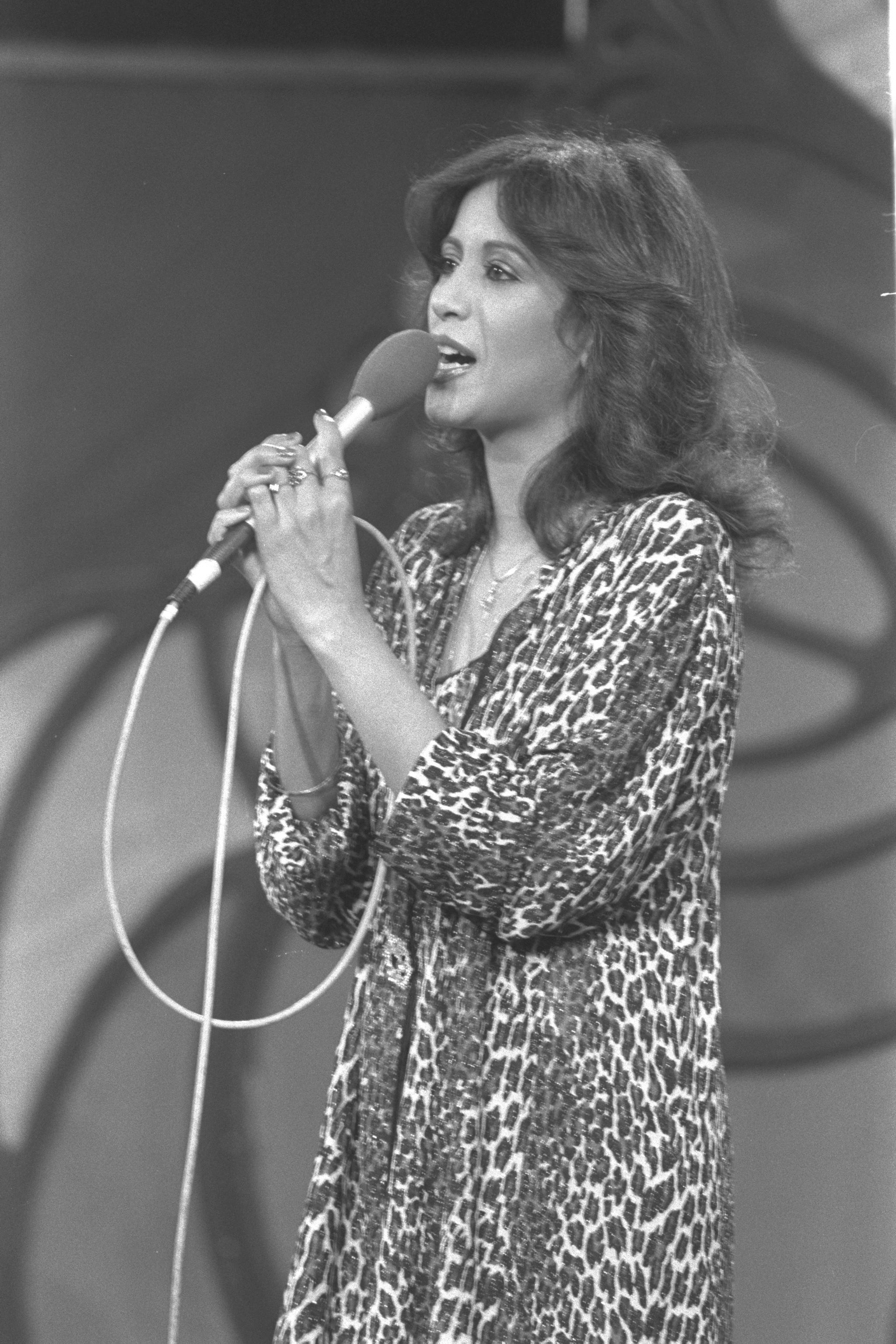
Ofra Haza przemawia na zbiórce pieniędzy „Teletrom” dla osób niepełnosprawnych, która odbyła się w „Heichal Hatarbut” w Tel Awiwie
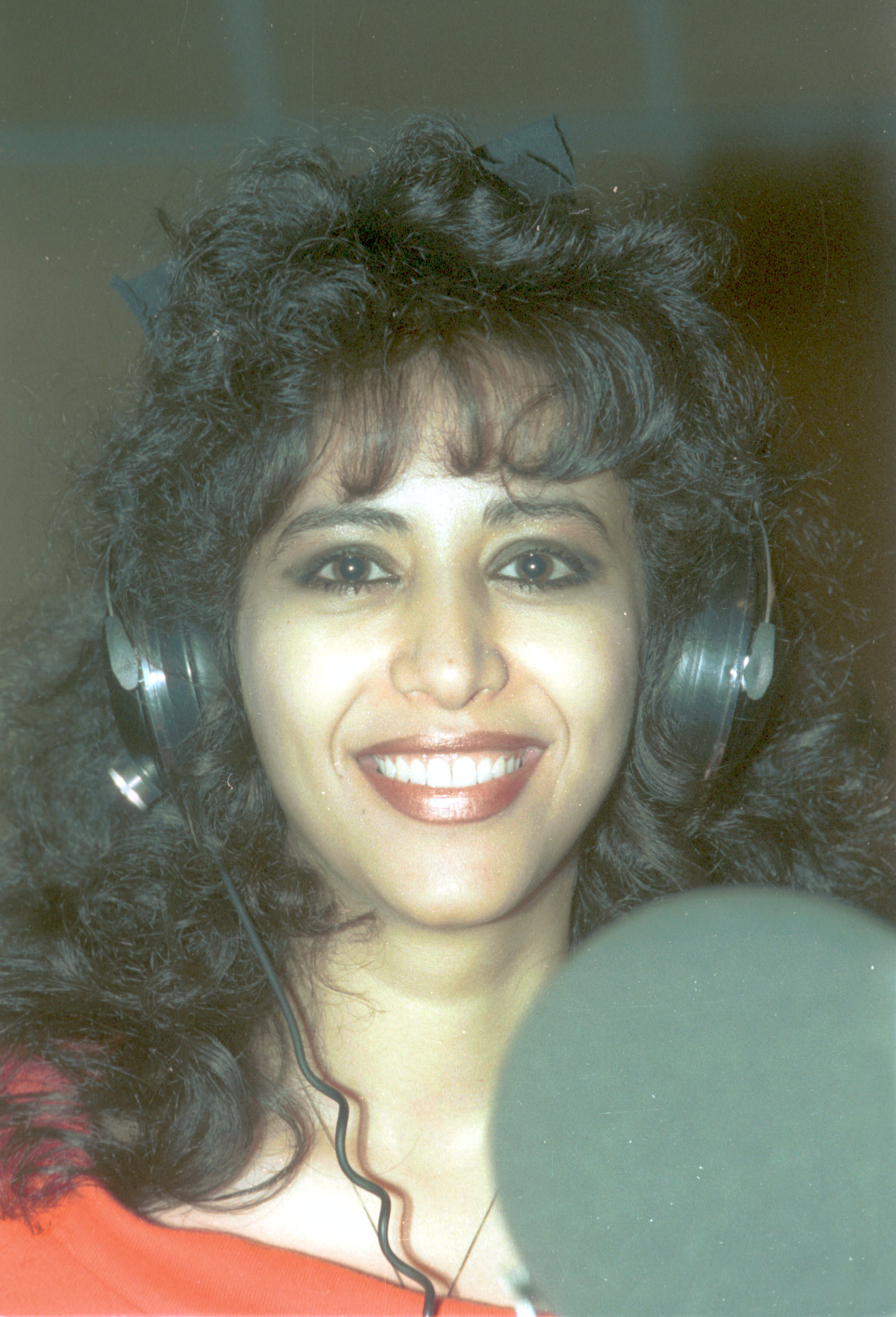
Ofra Haza o nagraniu piosenki z okazji 100-lecia żydowskiego przemysłu
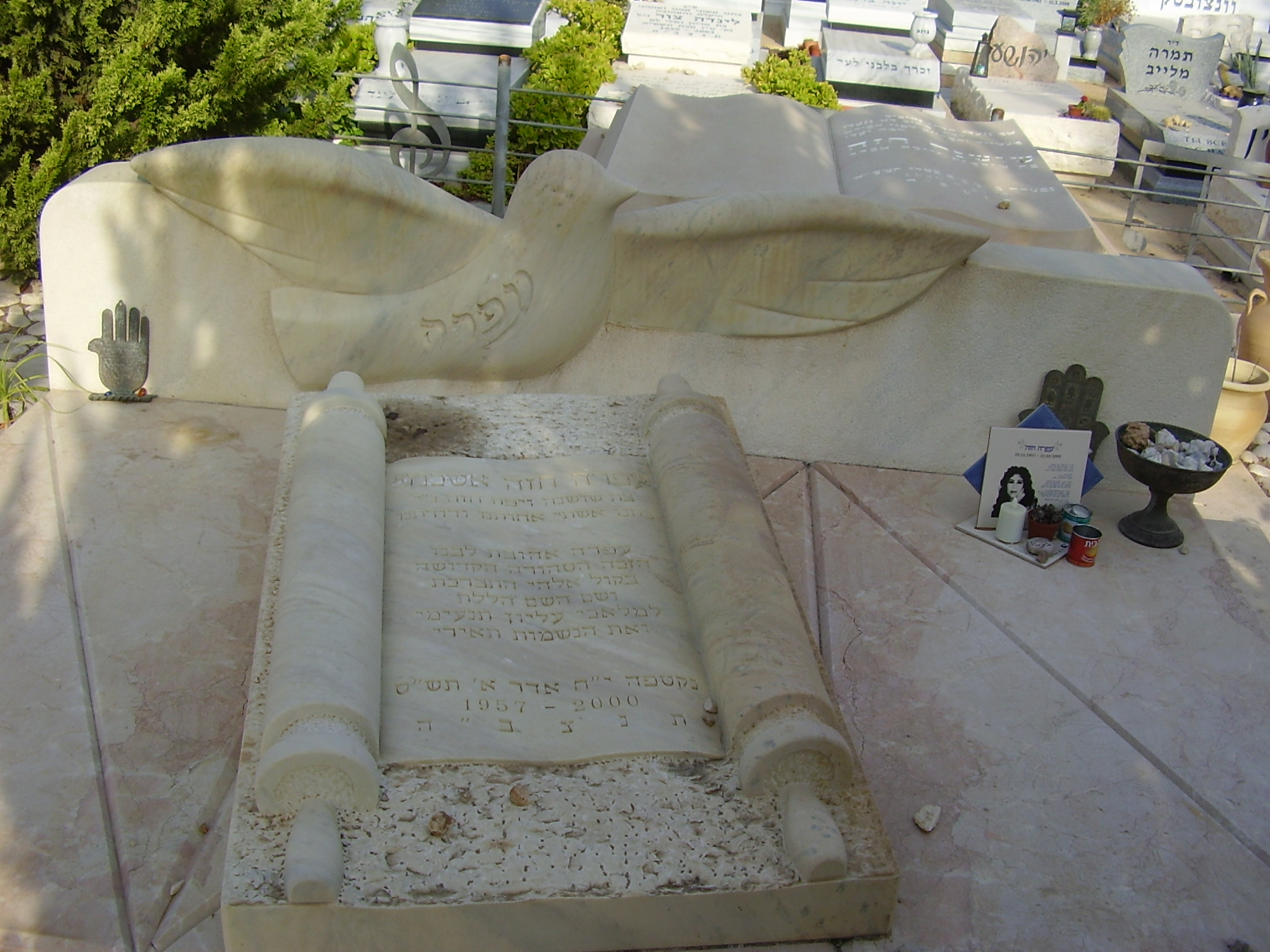
Grób Ofry Hazy na cmentarzu Yarkon
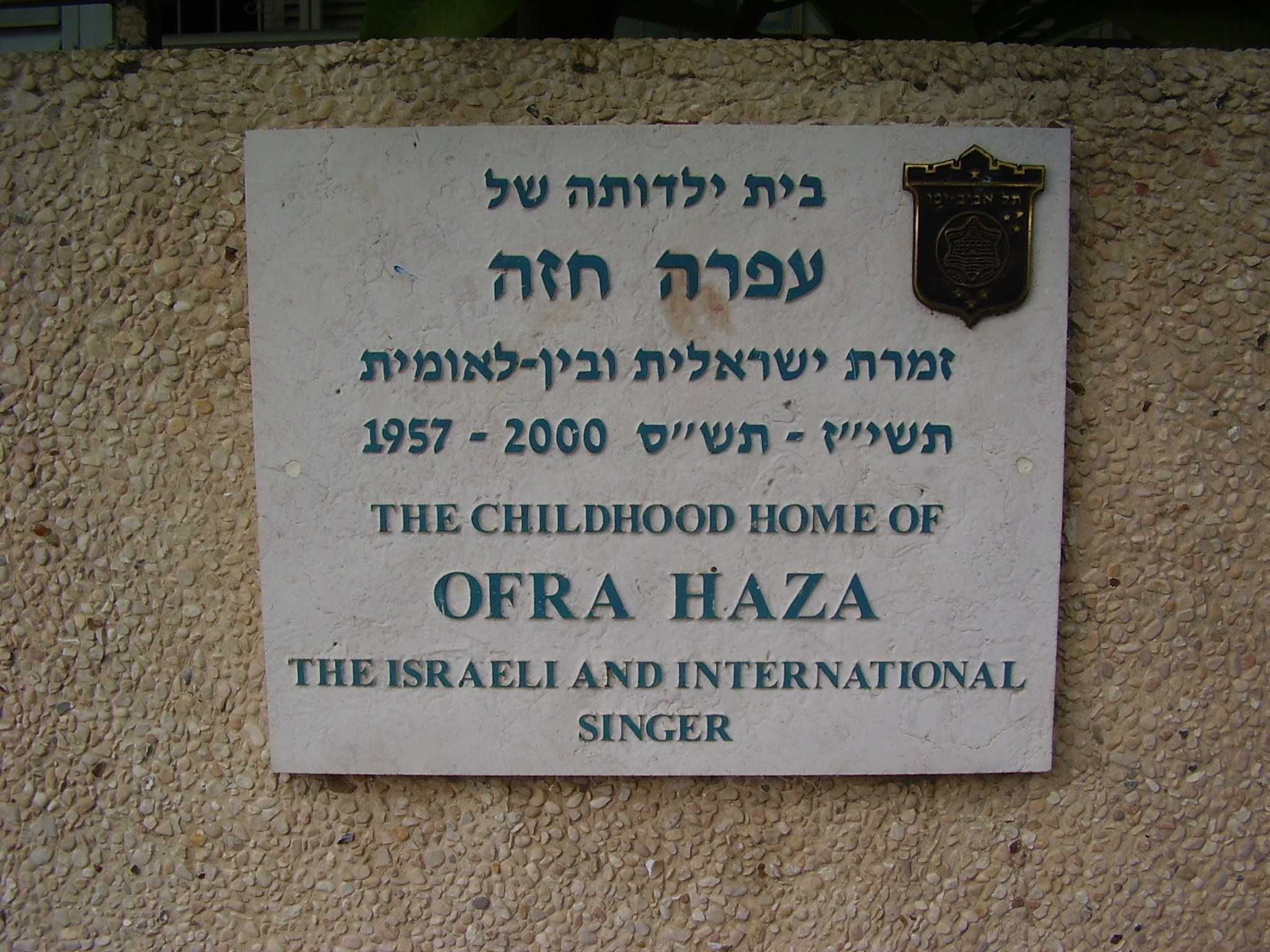
Tablica pamiątkowa w Domu Dzieciństwa Ofry Hazy w Tel Awiwie
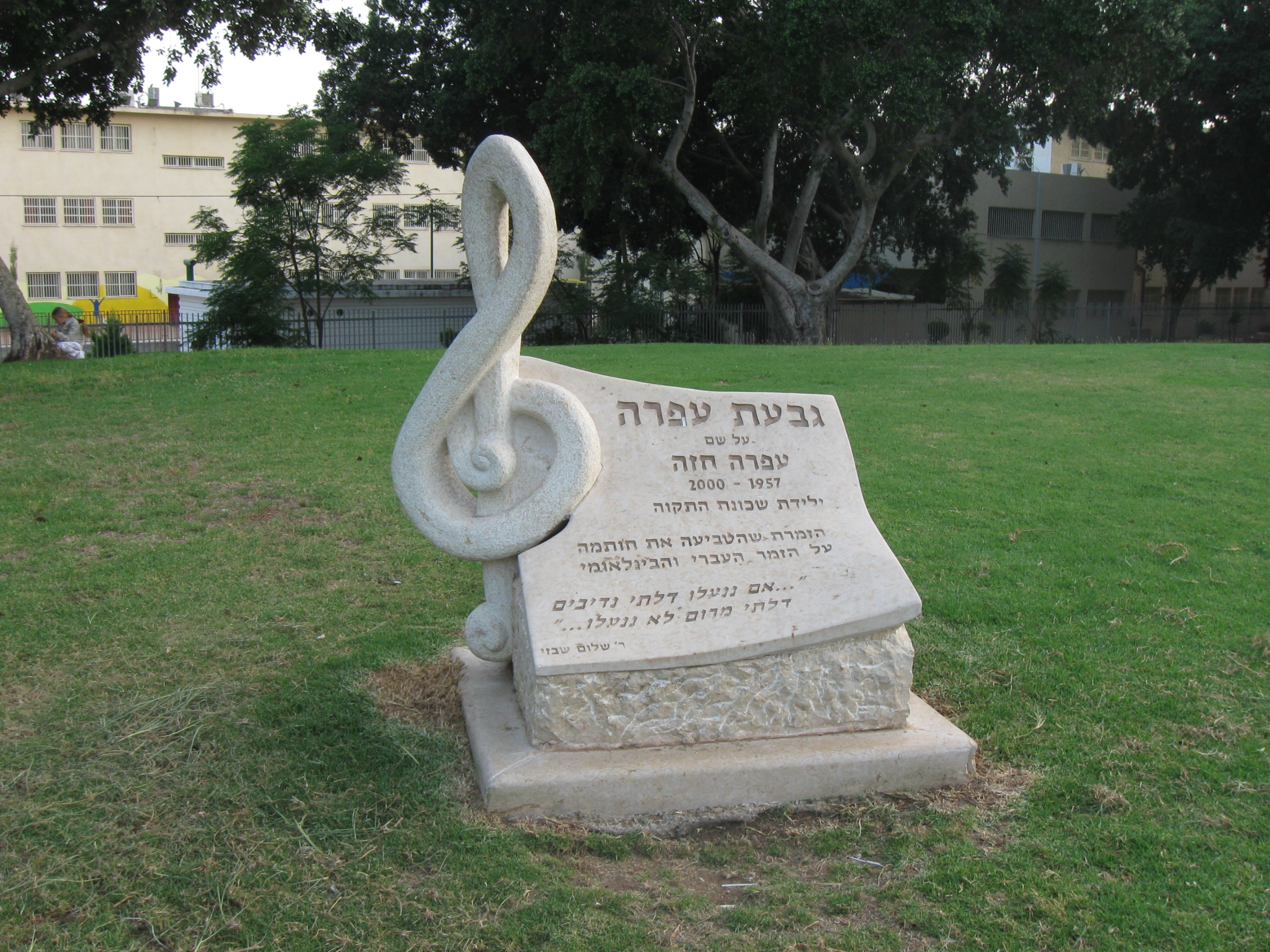
Pomnik Ofry Hazy w Gan Ha Tikvi